# Långtjärnen (Skellefteå socken, Västerbotten, 720170-172611)
Långtjärnen är en sjö i Skellefteå kommun i Västerbotten och ingår i Skellefteälvens huvudavrinningsområde. Sjön har en area på 0,0842 kvadratkilometer och ligger 127,3 meter över havet.

## Delavrinningsområde
Långtjärnen ingår i det delavrinningsområde (720242-172612) som SMHI kallar för Ovan 720061-172978. Medelhöjden är 144 meter över havet och ytan är 12,01 kvadratkilometer. Det finns inga avrinningsområden uppströms utan avrinningsområdet är högsta punkten. Vattendraget som avvattnar avrinningsområdet har biflödesordning 3, vilket innebär att vattnet flödar genom totalt 3 vattendrag innan det når havet efter 34 kilometer. Avrinningsområdet består mestadels av skog (82 procent). Avrinningsområdet har 0,08 kvadratkilometer vattenytor vilket ger det en sjöprocent på 0,7 procent.